# Маркуджьо
Маркуджьо (фр. Marcuggio корс. Marcuggio) — річка Корсики (Франція). Довжина 13,6 км, витік знаходиться на висоті 1 085 метрів над рівнем моря на схилах гори Пунта д'Ургяварі (Punta d'Urghiavari ) (1345 м). Впадає в річку Тараво на висоті 141 метрів над рівнем моря.
Протікає через комуни: Санта-Марія-Сіше, Гроссето-Прунья, Альбітречча, Кардо-Торджа, Урбалаконе, Куаскуара Цильяра і тече територією департаменту Південна Корсика та кантоном Санта-Марія-Сіше (Santa-Maria-Siché )